# Hudsonema flaminii
Hudsonema flaminii är en nattsländeart som först beskrevs av Luisa Eugenia Navas 1926.  Hudsonema flaminii ingår i släktet Hudsonema och familjen långhornssländor. Inga underarter finns listade i Catalogue of Life.